# Masa Niemi
Masa Niemi (20 de julio de 1914 – 3 de mayo de 1960) fue un actor, comediante y músico finlandés, conocido sobre todo por su trabajo en las películas de la serie de Pekka ja Pätkä.

## Biografía

### Inicios
Su verdadero nombre era Martti Elis Niemi, y nació en Víborg, en la actualidad parte de Rusia, siendo uno de los nueve hijos de Matti Niemi y Hanna Niemi. Martti, que demostró desde su infancia tener talento musical, tomó lecciones en el Conservatorio de Lahti. Su hermano mayor, Paavo Niemi, era luchador de profesión. En sus comienzos, Masa Niemi tuvo una actividad artística variada, trabajando como acróbata, mago y cantante. 
Niemi fue también jugador de bandy, formando parte del equipo del club Sudet a pesar de tener una estatura de 152 centímetros. En la segunda mitad de los años 1930 tocó la batería en un grupo del que era solista Auvo Nuotio, actividad que complementaba trabajando como conductor para Viipurin Makkara Oy hasta la Segunda Guerra Mundial. Durante la Guerra de continuación, Niemi actuó formando parte de las fuerzas de entretenimiento. En esa época se trasladó a Helsinki, donde actuó en el grupo de nueve  músicos Sinipoja, entre otras actividades.

### Carrera en el cine
Niemi hizo su primera actuación en el cine en la cinta de Fenno-filmi Suviyön salaisuus (1945). No volvió a intentarlo hasta 1948, cuando Ville Salminen le hizo una prueba para actuar en Pontevat pommaripojat, papel que finalmente consiguió Oke Tuuri. Sin embargo, y gracias a Auvo Nuotio, en 1952 hizo otra prueba para la productora Suomen Filmiteollisuus, consiguiendo un papel en Kipparikvartetti. Al siguiente interpretó a un personaje de mayor relevancia en la película Lentävä kalakukko, protagonizada por Esa Pakarinen.
Reino Helismaa notó la química existente entre Niemi y Pakarinen, a los cuales reunió en la película Pekka Puupää (1953). En la misma Niemi era Pätkä, y Pakarinen, con 181 centímetros de estataura, interpretaba al personaje principal. Niemi actuó en la película con la que debutaba en SF el director Armand Lohikoski, Me tulemme taas (1953), en la cual era Reetrikki. Como Pekka Puupää había obtenido el favor del público, se rodaron hasta doce películas de una serie que se prolongó entre 1953 y 1960, dirigidas habitualmente por Armand Lohikoski. 
En toda su carrera en el cine, Niemi solamente fue protagonista de una única película, Majuri maantieltä (1954), una farsa militar que enfureció a las Fuerzas Armadas de Finlandia, hasta el punto de que cuando la productora SF solicitó ayuda militar para el rodaje de Tuntematon sotilas (1955), recibió una rotunda negativa como respuesta.

### Últimos años
Niemi actuaba en un promedio de tres películas anuales, a la vez que trabajaba en giras y actuaba en diferentes lugares por las noches acompañando a Esa Pakarinen, Reino Helismaa, Olavi Virta y Tapio Rautavaara, entre otros artistas. Además, en ocasiones tocaba la batería en las orquestas de Vili Vesterinen y Arttu Suuntala.
A pesar de su popularidad, Niemi tuvo muchas dificultades financieras, y hubo de vender sus propiedades en Helsinki para vivir en un piso de alquiler. Su intensa autocrítica, además, le llevaba a beber en exceso y sufrir un alcoholismo por el cual debió seguir tratamiento de desintoxicación. Esto, inevitablemente, influyó en sus relaciones de trabajo con Esa Pakarinen, el cual en ocasiones debía cuidar de Niemi.

### Suicidio

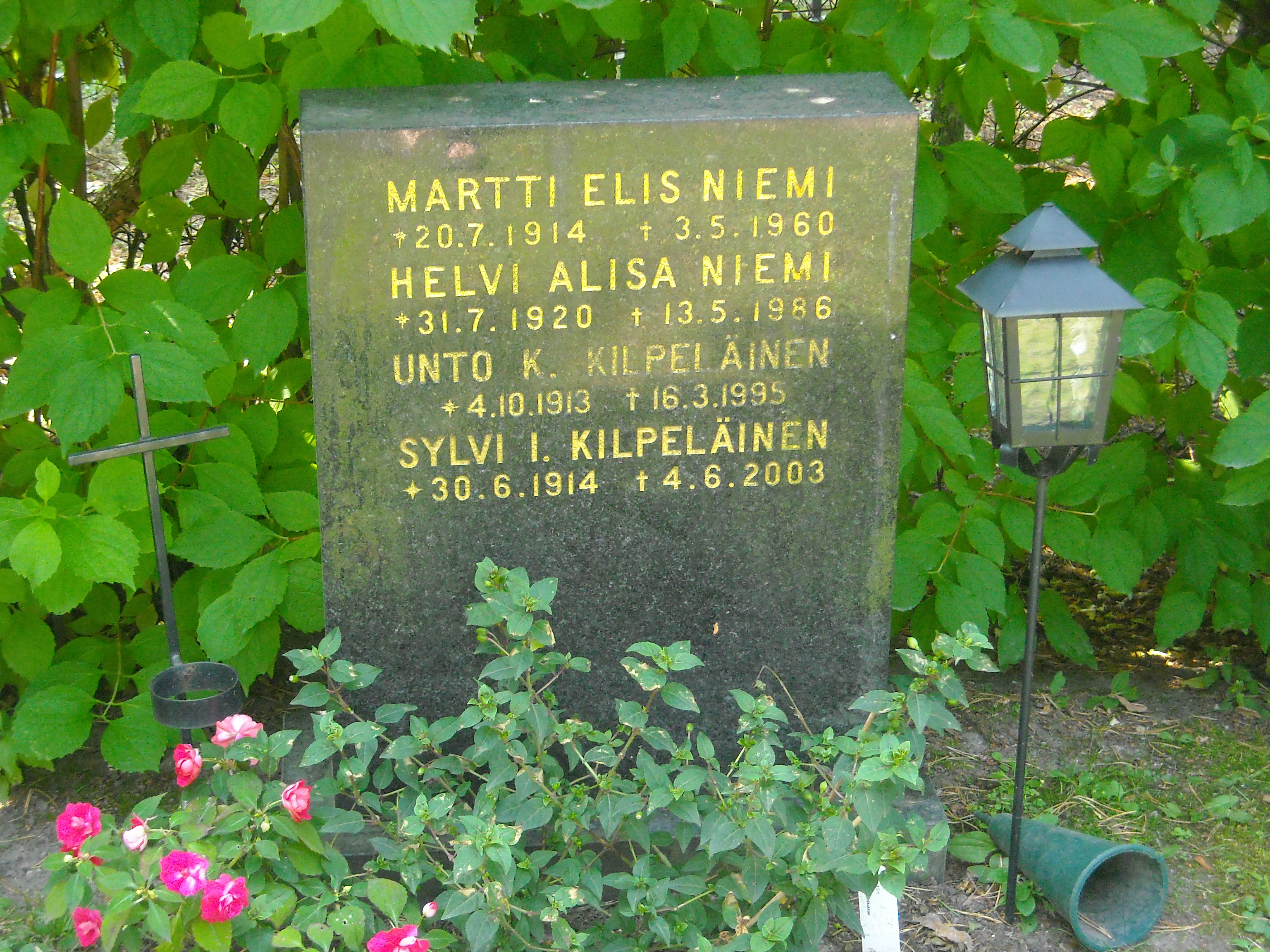
Tumba de Masa Niemi en el Cementerio de Hietaniemi

Masa Niemi tomó una sobredosis de somniferos en 1960 en el albergue de la piscina cubierta Pyyniki, en Tampere. Falleció unos días más tarde en el hospital. Antes de ello, el director ejecutivo de SF, Toivo Särkkä, había anunciado que no se rodarían más películas de Pekka ja Pätkä. La noticia deprimió a Niemi, que sintió que su carrera había llegado a su final. Se perdió el estreno de su última película, Kaks’ tavallista Lahtista, celebrado el 20 de mayo de 1960. Fue enterrado en el Cementerio de Hietaniemi, en Helsinki, en el bloque 17, fila 1, tumba 2).
Desde 1938 hasta su muerte estuvo casado con Helvi Kilpeläinen (1920–1986), con la que no tuvo hijos.

## Filmografía
- 1945 : Suviyön salaisuus
- 1952 : Kipparikvartetti
- 1953 : Lentävä kalakukko
- 1953 : Pekka Puupää
- 1953 : Me tulemme taas
- 1953 : Pekka Puupää kesälaitumilla
- 1954 : Hei, rillumarei!
- 1954 : Pekka ja Pätkä lumimiehen jäljillä
- 1954 : Taikayö
- 1954 : Majuri maantieltä
- 1955 : Pekka ja Pätkä puistotäteinä
- 1955 : Kiinni on ja pysyy
- 1955 : Pekka ja Pätkä pahassa pulassa
- 1957 : Pekka ja Pätkä ketjukolarissa
- 1957 : Pekka ja Pätkä salapoliiseina
- 1957 : Pekka ja Pätkä sammakkomiehinä
- 1958 : Pekka ja Pätkä Suezilla
- 1958 : Pekka ja Pätkä miljonääreinä
- 1958 : Äidittömät
- 1958 : Kahden ladun poikki
- 1959 : Ei ruumiita makuuhuoneeseen
- 1959 : Yks’ tavallinen Virtanen
- 1959 : Pekka ja Pätkä mestarimaalareina
- 1960 : Isaskar Keturin ihmeelliset seikkailut
- 1960 : Pekka ja Pätkä neekereinä
- 1960 : Kaks’ tavallista Lahtista